# Campionat britànic de trial 1963
La temporada de 1963 del Campionat britànic de trial fou la 14a edició d'aquest campionat, organitzat per l'ACU. El calendari oficial constava de 15 proves puntuables.

## Classificació final
| Posició | Pilot           | Motocicleta | Punts |
| ------- | --------------- | ----------- | ----- |
| 1       | Sammy Miller    | Ariel       | 84    |
| 2       | Don Smith       | Greeves     | 43    |
| 3       | Scott Ellis     | Triumph     | 40    |
| 4       | Eric Adcock     | Dot         | 39    |
| 5       | Peter Stirland  | Greeves     | 38    |
| 6       | Tony Davis      | BSA         | 34    |
| 7       | G. Langston     | Ariel       | 28    |
| 8       | Gordon Blakeway | AJS         | 26    |
| 9       | Ray Sayer       | Triumph     | 26    |
| 10      | G. Davis        | Montesa     | 24    |